# Bitwa pod Pińskiem

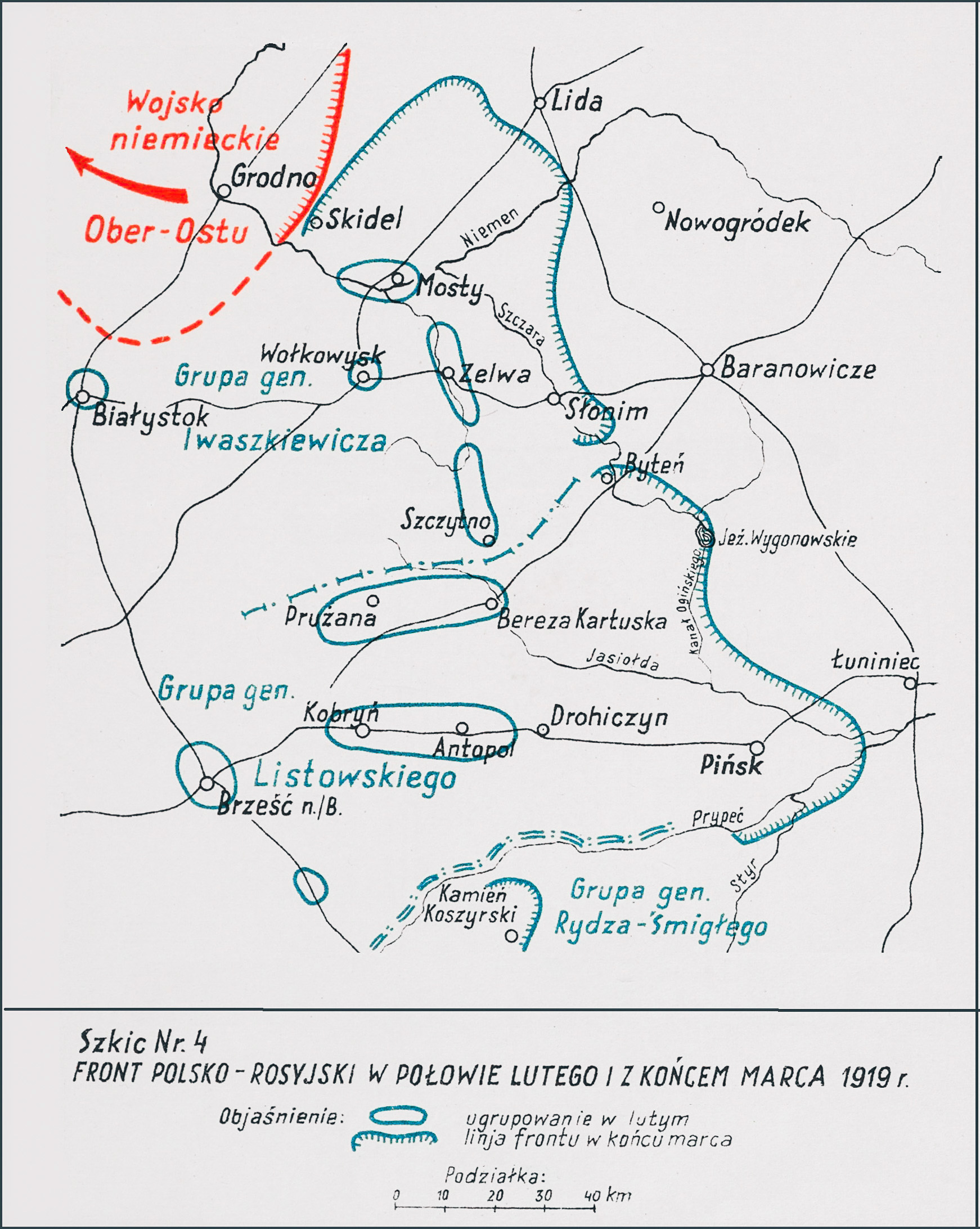
Adam Przybylski,
Wojna Polska 1918–1921

Bitwa pod Pińskiem – walki oddziałów polskich z oddziałami Zachodniej Armii Czerwonej toczone w początkowym okresie wojny polsko-bolszewickiej.

## Geneza
W ostatnich miesiącach 1918 i w pierwszych 1919 na wschodnich krańcach odradzającej się Rzeczypospolitej stacjonowały wojska niemieckie Ober-Ostu. Ich ewakuacja powodowała, że opuszczane przez nie tereny od wschodu zajmowała Armia Czerwona. Jednocześnie od zachodu podchodziły oddziały odradzającego się Wojska Polskiego. W lutym 1919 oddziały polskie weszły w kontakt bojowy z jednostkami Armii Czerwonej. Rozpoczęła się nigdy nie wypowiedziana wojna polsko-bolszewicka. W tym okresie oddziały polskie prowadziły ograniczone działania zaczepne.
W końcu II dekady lutego 1919 sytuacja na froncie polsko-sowieckim przedstawiała się następująco: na linii Włodzimierz Wołyński – Kowel stała grupa gen. Rydza-Śmigłego. W rejonie Brześcia koncentrowała się grupa gen. Listowskiego Zabezpieczała ona linię Kobryń – Prużany. Miała wysunięte pododdziały w Mokranach, Kobryniu i Prużanie. W Wołkowysku koncentrowała się grupa gen. Iwaszkiewicza, posiadająca wysunięte oddziały nad Zelwianką i w Mostach nad Niemnem. Na wschód i północ od Grodna stały jeszcze wojska niemieckie. Siły frontu przeciwsowieckiego nie przekraczały w tym czasie 12 batalionów, 12 szwadronów i 3 baterii artylerii. Ich stan wynosił około 500 oficerów i 7000 szeregowych.

## Walczące wojska
| Jednostka                          | Dowódca                          | Podporządkowanie     |
| Wojsko Polskie                     |                                  |                      |
| dowództwo Grupy                    | gen. Antoni Listowski            | NDWP                 |
| ⇒ grupa mjr. Dąbrowskiego          | mjr Władysław Dąbrowski          | Grupa Poleska        |
| → I batalion wileński              | por. Edward Kaczkowski           |                      |
| → dwa szwadrony Wileńskiego p.uł.  |                                  |                      |
| ⇒ grupa mjr. Narbutta-Łuczyńskiego | mjr Aleksander Narbutt-Łuczyński |                      |
| → pięć kompanii 34 pułku piechoty  |                                  |                      |
| → 4/ 2 pułku ułanów                | rtm. Żelisławski                 |                      |
| → 5/ 5 pułku ułanów                | por. Sokołowski                  |                      |
| → 4/6 pułku artylerii polowej      |                                  |                      |
| ⇒ grupa por. Jeśmana               |                                  |                      |
| → około 150 żołnierzy              |                                  |                      |
| → pociąg pancerny „Boruta”         |                                  |                      |
| Armia Czerwona                     |                                  |                      |
| dowództwo Dywizji Zachodniej       | Roman Łągwa                      | Armia Zachodnia      |
| ⇒ rewolucyjny pułk warszawski      |                                  |                      |
| ⇒ dywizjon huzarów mazowieckich    |                                  |                      |
| dowództwo 17 Dywizji Strzelców     | G.M. Bobrowski                   | Armia Zachodnia      |
| ⇒ 51 Brygada Strzelców             |                                  | 17 DS                |
| → 151 pułk strzelców               |                                  | 51 Brygada Strzelców |
| → 152 pułk strzelców               |                                  | 51 Brygada Strzelców |
| ⇒ 50 Brygada Strzelców             |                                  | 17 DS                |
| → 148 pułk strzelców               |                                  | 50 Brygada Strzelców |
| 2 pułk strzelców                   |                                  |                      |
| dwie baterie artylerii             |                                  |                      |
| pociąg pancerny                    |                                  |                      |

## Walki pod Pińskiem

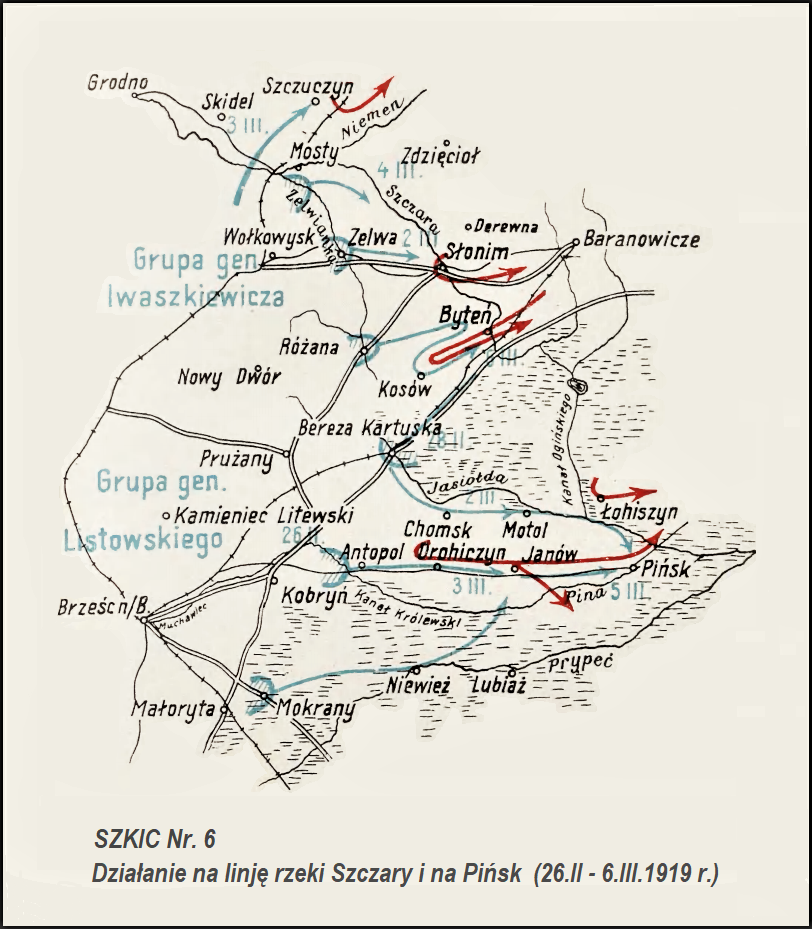
A. Przybylski, Działania wstępne...

W rejonie Pińska operowała sowiecka 17 Dywizja Strzelców posiadając 151 i 152 ps w Pińsku, 148 ps w rejonie Janowa oraz pododdziały 2 ps. Pułki strzelców  wspierały dwie baterie artylerii i pociąg pancerny. Informacje zebrane przez polski wywiad sygnalizowały też obecność oddziałów nieprzyjaciela w Kosowie i Byteniu. Były to „polskie” oddziały 4 Warszawskiego pułku strzelców i dywizjon pułku huzarów mazowieckich.
Polskie Naczelne Dowództwo postanowiło uderzyć na Pińsk i skoncentrowało na tym kierunku trzy grupy taktyczne. W rejonie Berezy Kartuskiej ześrodkowała się grupa mjr. Władysława Dąbrowskiego licząca pięć kompanii strzelców wileńskich, dwa szwadrony wileńskiego pułku ułanów, liczące w sumie około 420 żołnierzy, i jeden działon 4 baterii 6 pułku artylerii polowej. Na wschód od Kobrynia stała grupa mjr. Aleksandra Narbutta-Łuczyńskiego (Grupą „Kobryń”). Tworzyło ją pięć kompanii 34 pułku piechoty, 2 (4?) szwadron 2 pułku ułanów i 5 szwadron 5 pułku ułanów oraz 4 bateria 6 pułku artylerii polowej. W sumie grupa liczyła około ośmiuset żołnierzy i trzy działa. Wspierał ją pociąg pancerny nr 13 „Boruta”. W rejonie Małoryty stacjonowała 150 osobowa grupa por. Jeśmana. Dowódca Grupy Podlaskiej zamierzał przeprowadzić operację etapami: najpierw opanować Drohiczyn Poleski, następnie Janów Poleski, na końcu Pińsk i linię niemieckich umocnień z czasów I wojny światowej, rozmieszczoną nad Jasiołdą i Stochodem.
23 marca dowództwo Grupy Podlaskiej wypracowało plan uderzenia na Pińsk. Początek działań ustalono na 27 marca. Jeszcze przed tą datą mjr Władysław Dąbrowski załadował dwie kompanie do pociągu pancernego w Berezie Kartuskiej i pojechał do Bytenia, gdzie zaskoczył nieprzygotowany do obrony sowiecki Warszawski pułk strzelców. Przy stratach własnych kilku żołnierzy, zadał przeciwnikowi straty sięgające 150 poległych, rannych i jeńców.  
Zgodnie z planem, 27 lutego zgrupowania uderzeniowe ruszyły do działań. Po drobnych utarczkach z cofającym się przeciwnikiem, mjr Narbutt-Łuczyński zajął Drohiczyn, a 3 marca, wspólnie z oddziałem por. Jeśmana, zdobył Janów Poleski, gdzie wzięto 20 jeńców. Oddział mjr. Dąbrowskiego nocą z 27 na 28 lutego opanował Kosów, a 1 marca Chomsk, i nawiązał łączność z mjr. Narbuttem-Łuczyńskim w Janowie Poleskim. Tam uszczegółowiono plan działania. Oddział mjr Dąbrowskiego miał obejść Pińsk od wschodu w kierunku na Halewo i odciąć obrońcom drogę odwrotu, a Grupa „Kobryń” ruszyć miała wzdłuż toru kolejowego wprost na Pińsk. Uszkodzenia trakcji kolejowej spowodowały, że Polacy pozbawieni zostali możliwości wsparcia piechoty przez operujący w tym rejonie pociąg pancerny.
5 marca około 11.00 oddziały polskie przystąpiły do szturmu. W pierwszym rzucie w kierunku na stację kolejową nacierał III/34 pp, a na dwór Gaj kierowała się rosyjska Legia Oficerska. Już około 14.00 Pińsk został zdobyty, a oddziały Armii Czerwonej, by uniknąć okrążenia, wycofywały się pospiesznie na południowy brzeg Piny. Wyczerpana forsownym marszem piechota polska nie mogła nadążyć za szybko uchodzącym przeciwnikiem. Także jazda mjr. Dąbrowskiego nie zdołała odciąć czerwonoarmistom drogi odwrotu.
Komunikat prasowy Sztabu Generalnego z 7 marca 1919 donosił:

Wyprawa na Polesie […] doprowadziła do zajęcia Pińska. Piechota i artylerja bolszewicka wytrwale broniła miasta na poprzednio przygotowanych pozycjach. Głowna nasza kolumna uderzyła od północy, słabsze siły zaatakowały od zachodu, jednocześnie przerwano tor kolejowy pod Wysokoje na wschód od Pińska. Walka toczyła się przez 4 godziny. Piechota nasza kilkakrotnie szła na bagnety. Kawalerja miała nieraz sposobność wypróbować w pościgu swe lance i szable, zwłaszcza przy zdobywaniu pociągu bolszewickiego, gdzie spieszeni kawalerzyści walczyli szablami przeciw bagnetom czerwonogwardzistów. W nasze ręce wpadł cały tabor kolejowy złożony z jednej lokomotywy i 200 wagonów. Wzięto do niewoli 50 jeńców. W walkach odznaczyli się przede wszystkiem bataljony pułku bialskiego, rosyjska drużyna oficerska i oddział partyzancki porucznika Zameczka. Należy podnieść szczególne zasługi bataljonu i ułanów  wileńskich, 3 kompanji pułku siedleckiego, szwadronu pułku 5 ułanów pod dowództwem porucznika Sokołowskiego i szwadronu pułku 4 ułanów pod dowództwem rotmistrza Żelisławskiego i baterji pułku 6 artylerii polowej.

## Bilans walk
Natarcie na Pińsk było pierwszą większą bitwą wojsk polskich na froncie polsko-sowieckim. Zdobycie Pińska uniemożliwiło dowództwu sowieckiemu wykonanie planowanego uderzenia na Brześć. Straty polskie to trzech poległych i dziesięciu rannych. Wzięto do niewoli pięćdziesięciu jeńców, zdobyto dwa ckm-y, dwieście wagonów kolejowych, kolumnę pontonową i magazyny wojskowe.